# Przemiana fazowa

Diagram nazw przemian fazowych

Przemiana fazowa (przejście fazowe) – proces termodynamiczny, polegający na przejściu jednej fazy termodynamicznej w drugą, zachodzący w kierunku zapewniającym minimalizację energii swobodnej układu.
Do przemian fazowych należą procesy:
- prowadzące do zmiany stanu skupienia: parowanie i skraplanie, krystalizacja i topnienie, sublimacja i resublimacja, jonizacja i rekombinacja
- zachodzące bez zmiany stanu skupienia, w fazie stałej lub ciekłej, np. przemiana alotropowa.

## Odmiany
Wyróżnia się:
- Przemiany pierwszego rodzaju (rzędu), w których zachodzi nieciągła zmiana funkcji stanu (np. entropii, ciepła właściwego) w temperaturze równowagi termodynamicznej, co jest związane z wydzielaniem lub pochłanianiem ciepła (ciepło utajone).
- Przemiany drugiego rodzaju (rzędu), w których zachodzi ciągła zmiana parametrów. Nieciągłe pozostają ich pochodne. Nie występuje tu efekt cieplny, np. przemiany magnetyczne, przemiany lambda, przejścia metali w stan nadprzewodnictwa.

W metalurgii duże znaczenie ma klasyfikacja związana z mechanizmem przemiany, według której wyodrębnia się  grupy przemian:
- dyfuzyjnych – których przebieg jest związany z transportem masy (na małe lub duże odległości), np. przemiana eutektoidalna, wydzielanie składników z przesyconych roztworów stałych
- bezdyfuzyjnych – niewymagających transportu masy, np. przemiana martenzytyczna.